# Internationaler Liechtensteiner Presseclub
Der Internationale Liechtensteiner Presseclub (LPC) ist ein unabhängiger Journalistenverband in Liechtenstein mit Sitz im liechtensteinischen Hauptort Vaduz.

## Geschichte
Der Internationale Liechtensteiner Presseclub wurde am 8. Februar 1969 im Hotel Engel in Vaduz gegründet. Initiator der Vereinsgründung war der damalige Chefredakteur der Tageszeitung Liechtensteiner Volksblatt, Walter Bruno Wohlwend (1940–2018). Ausser ihm zählten Hubert Marxer vom Liechtensteiner Vaterland, Walter Diggelmann von der Neuen Zürcher Zeitung, Walter Brülisauer von den Luzerner Neuesten Nachrichten sowie Franz Felix Lehni vom Tages-Anzeiger Zürich und der National-Zeitung Basel zu den Gründungsmitgliedern. Im ersten Vorstand sass mit Hans König von der Austria Presse Agentur auch ein österreichischer Kollege. Patronatsherr des Vereins ist seit seiner Gründung Prinz Nikolaus von und zu Liechtenstein.
Nach 40 Jahren trat Wohlwend im Jahr 2010 vom Amt des Präsidenten zurück. Zu seinem Nachfolger wurde Peter Rutz gewählt, zu dessen ersten Amtshandlungen es gehörte, seinem Vorgänger den Ehrentitel «Gründungspräsident» zu verleihen und ihn zum Ehrenmitglied zu ernennen. Als Vizepräsidenten standen ihm der Österreicher Elmar Oberhauser und der Schweizer Bruno Lezzi zur Seite. Im Jahr 2012 übernahm Claudia Wirz das Amt der «Vizepräsidentin Schweiz» und Gerd Endrich das Amt des «Vizepräsidenten Österreich». Seit 2022 ist Carmen Dahl Präsidentin. Sie hat Peter Rutz zum Ehrenmitglied ernannt.
Zum 50-jährigen Jubiläum des LPC empfing Fürst Hans-Adam II. die Vereinsmitglieder auf Schloss Vaduz, wo ihm von Peter Rutz eine Festschrift überreicht wurde.

## Ziele und Tätigkeit
Eines der Hauptziele des Vereins war es von Beginn an, eine objektive und möglichst umfassende Berichterstattung über die Belange des Fürstentums zu fördern. Der Initiator Wohlwend äusserte sich diesbezüglich einmal wie folgt: «Die Berichte aus unserem Land zeichnen sich gelegentlich mehr durch ihre Originalität und den Erfindungsgeist ihrer Verfasser als durch ihre Qualität und ihre Wirklichkeitsnähe aus.» Mithilfe des Presseclubs soll ausländischen Journalisten leichterer Zugang zu Informationen in und über Liechtenstein verschafft und der Kontakt mit ausländischen Organisationen und Institutionen gepflegt werden. Nach mehrfacher Erweiterung der Vereinsstatuten gehören auch die Weiterbildung für Medienschaffende und die Führung eines Berufsregisters zu den Zielen des Vereins.
Der Internationale Liechtensteiner Presseclub führte jedes Jahr eine Vielzahl von Veranstaltungen durch, zu denen hochrangige Vertreter aus Politik und Wirtschaft eingeladen wurden.

## Mitgliedschaft
Es gibt drei verschiedene Arten von Mitgliedschaft im LPC: Neben den aktiven Mitgliedern gibt es Fördermitglieder und Ehrenmitglieder. Der Verein hat nach eigenen Angaben insgesamt ca. 170 Mitglieder, von denen 120 Aktive und 50 Fördermitglieder sind.
Ehrenmitglieder sind ausser dem Landesfürsten Hans-Adam II. und dem Schirmherren Prinz Nikolaus von und zu Liechtenstein der Gründungspräsident Walter Wohlwend, die ehemaligen Vizepräsidenten Elmar Oberhauser und Bruno Lezzi, das langjährige Vorstandsmitglied Gerhard Walch sowie Hans Brunhart und Herbert Batliner.

## Präsidenten
- 1969 bis 2010: Walter Bruno Wohlwend
- 2010 bis 2022: Peter Rutz
- seit 2022: Carmen Dahl

## Ehrenmitglieder (Jahr der Ernennung)
- Fürst Hans-Adam II.
- Prinz Nikolaus von und zu Liechtenstein
- Walter Bruno Wohlwend † (2010)
- Elmar Oberhauser (2012)
- Bruno Lezzi (2012)
- Gerhard Walch (2012)
- Hans Brunhart
- Herbert Batliner
- Peter Rutz (2022)